# Helmut und Loki Schmidt-Stiftung

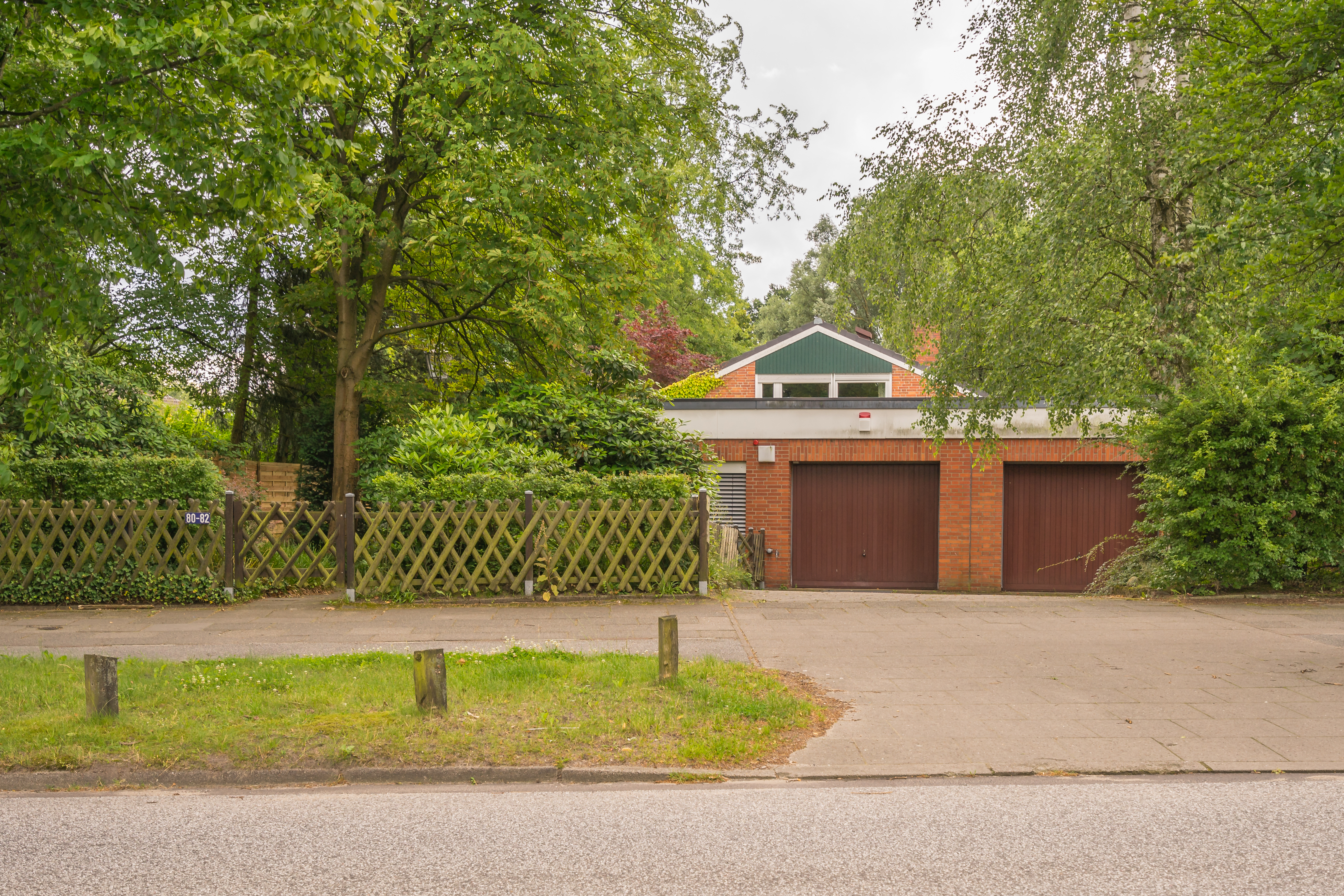
Wohnhaus Schmidt in Langenhorn, Ansicht von der Straße

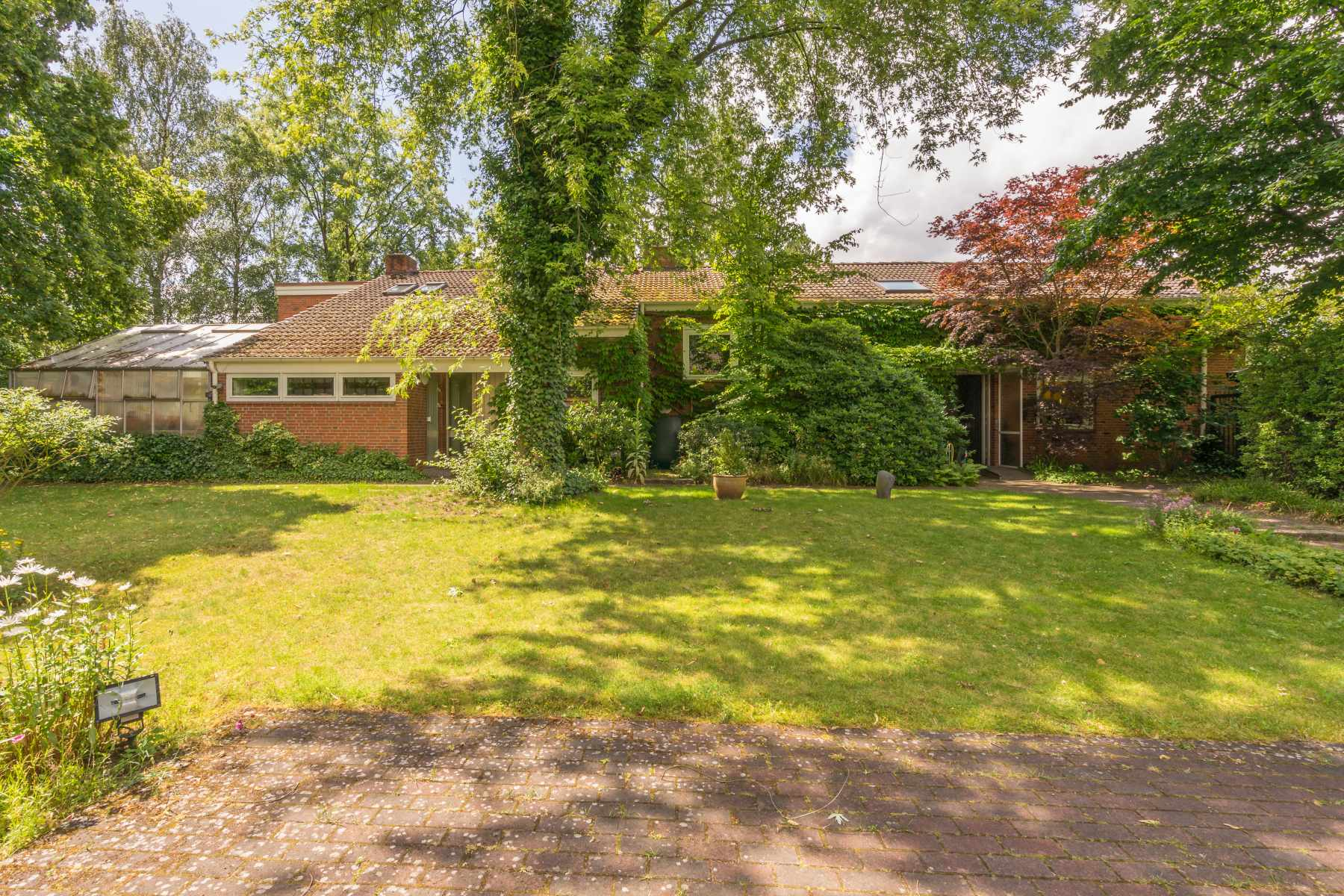
Gartenansicht des Schmidt-Hauses am Neubergerweg

Die Helmut und Loki Schmidt-Stiftung ist eine in Hamburg-Langenhorn ansässige Stiftung, die zum Ziel hat, das Andenken an die beiden Persönlichkeiten Helmut und Hannelore („Loki“) Schmidt zu wahren sowie ihre Werte und Überzeugungen heutigen und künftigen Generationen zu vermitteln. Eine zentrale Rolle spielt dabei das Wohnhaus der Schmidts, das die Stiftung als lebendigen Geschichtsort erhält. Darüber hinaus pflegt die Stiftung das Andenken an Karl Wilhelm („Willi“) Berkhan, der ein politischer Weggefährte Helmut Schmidts und ein enger Freund des Ehepaares gewesen ist.

## Gründung und Eigentum
Die Helmut und Loki Schmidt-Stiftung hat das Ehepaar anlässlich seiner Goldenen Hochzeit im Jahr 1992 selbst gegründet. Die Stiftung ist Eigentümerin des Grundstücks samt Wohnhaus von Helmut und Loki Schmidt am Neubergerweg 80–82 in Hamburg-Langenhorn. Das auf dem Grundstück befindliche Helmut Schmidt-Archiv mit den darin verwalteten Nachlässen von Helmut und Loki Schmidt sowie von Willi Berkhan gehört ebenfalls der Stiftung.

## Stiftungszweck und Kooperation

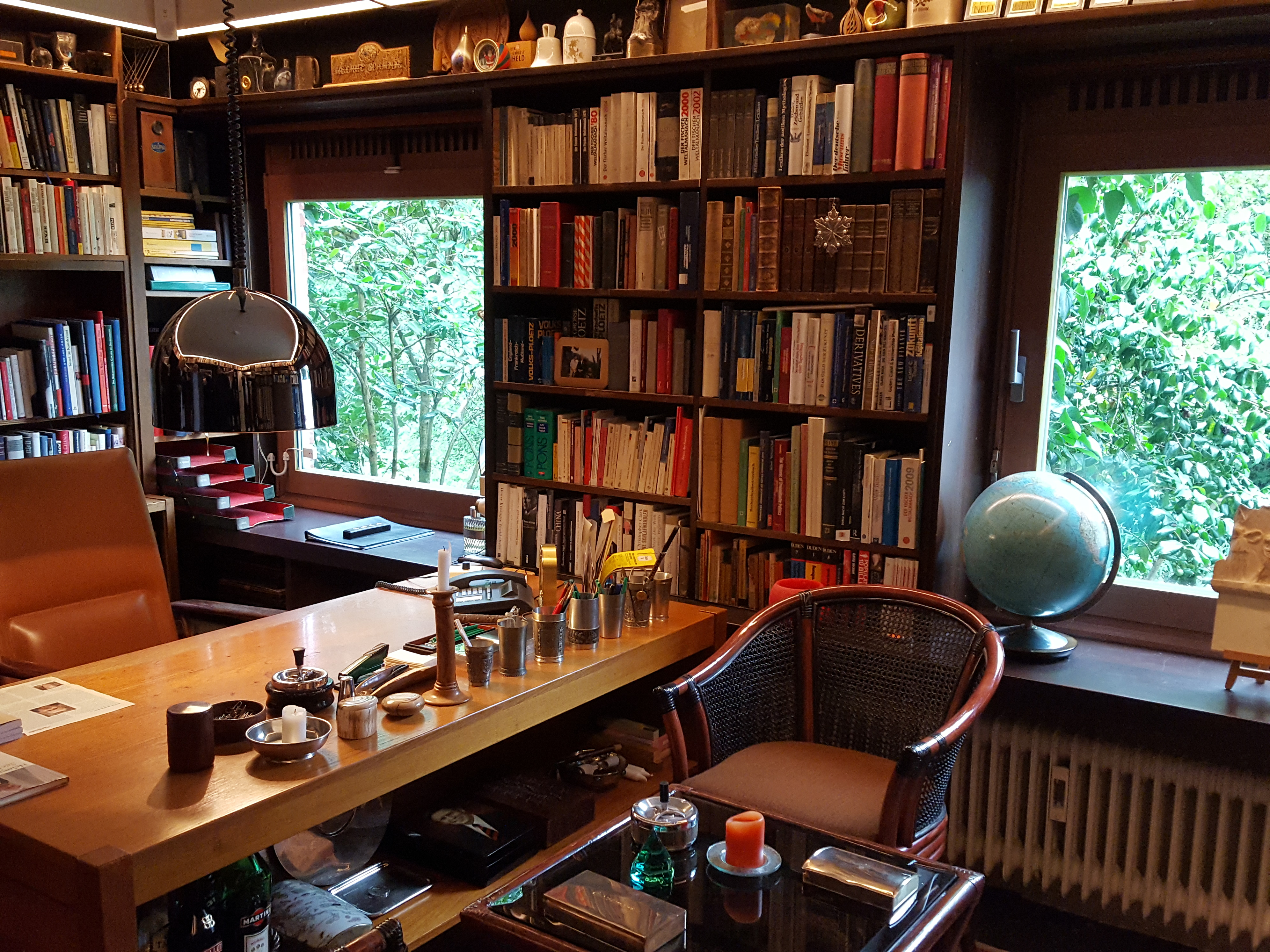
Der Schreibtisch Helmut Schmidts

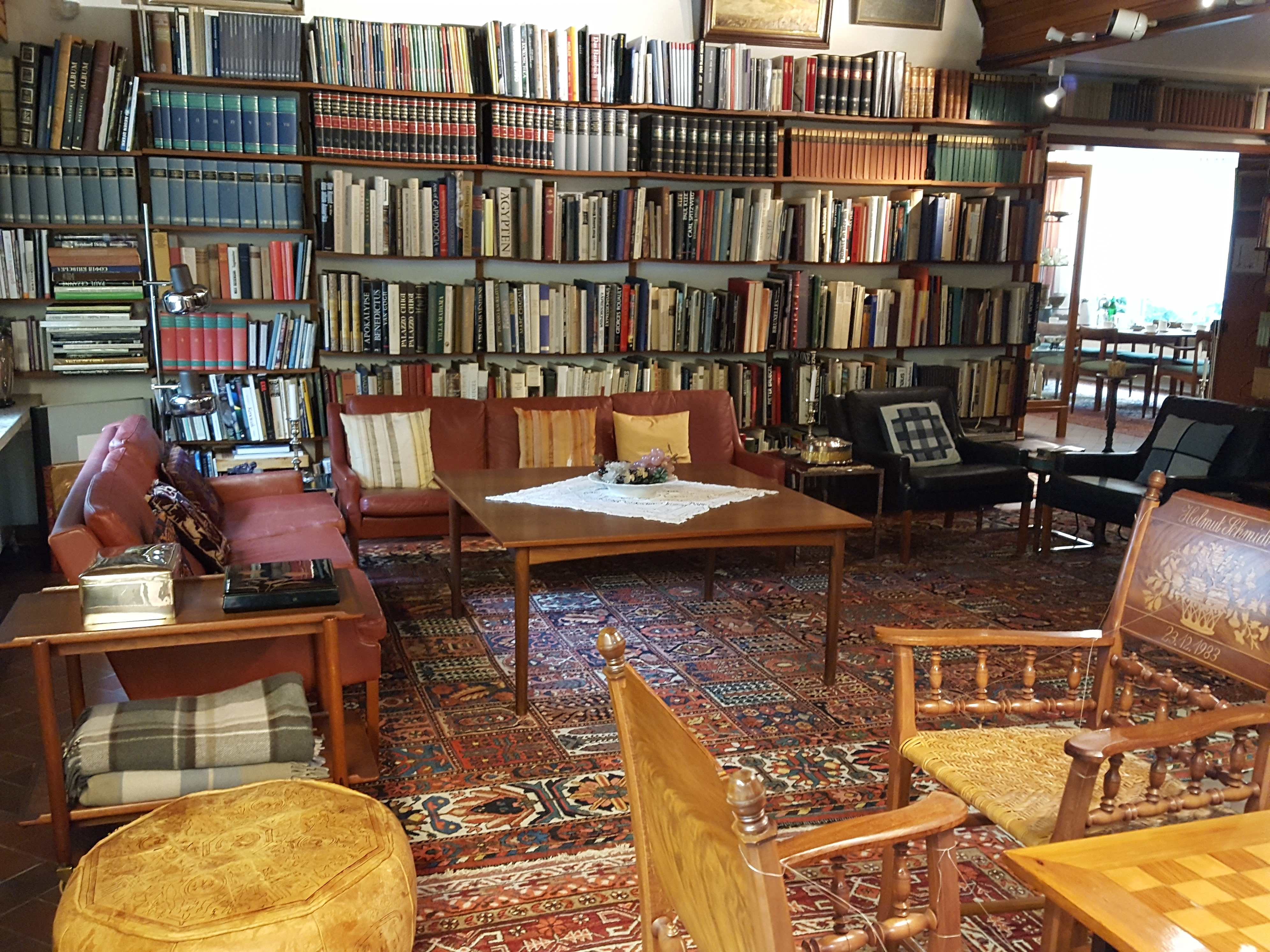
Wohnzimmer mit einem Teil der Bibliothek

In ihrer Satzung ist als Zweck der Stiftung die Förderung von Wissenschaft und Forschung bestimmt. Darüber hinaus soll die Stiftung das Andenken an Helmut Schmidts Wirken für Freiheit und Einheit des Deutschen Volkes, für Europa und für die Verständigung und Versöhnung unter den Völkern wahren, außerdem das Verständnis der jüngeren Geschichte fördern sowie das Andenken an Loki Schmidts Arbeit zum Schutz der Natur aufrechterhalten.
Zu diesem Zweck
- erhält und sichert die Stiftung in Kooperation mit der Bundeskanzler-Helmut-Schmidt-Stiftung das Wohnhaus der Eheleute in Hamburg-Langenhorn, die Bibliothek sowie die Gegenstände und Archivalien, die mit dem öffentlichen Wirken von Helmut und Loki Schmidt sowie Willi Berkhan in Verbindung stehen,
- ermöglicht die Stiftung die wissenschaftliche Auswertung und öffentliche Nutzung der Nachlässe,
- fördert die Stiftung Forschungen, Studien, Veröffentlichungen und Veranstaltungen im Sinne des Stiftungszweckes.

Dabei arbeitet die Stiftung eng mit der Bundeskanzler-Helmut-Schmidt-Stiftung zusammen. Die Stiftungen teilen sich die Nutzung des Wohnhauses sowie des Archivs und setzen auch immer wieder gemeinsame Projekte um.

## Veröffentlichungen und Projekte
Die Helmut und Loki Schmidt-Stiftung ist Herausgeberin zahlreicher Studienbände, die sich mit unterschiedlichen Aspekten des politischen und gesellschaftlichen Engagements der Eheleute befassen. Im Jahr 2020 hat die Stiftung das Buch Kanzlers Kunst. Die private Sammlung von Helmut und Loki Schmidt herausgebracht. Zeitgleich zur Veröffentlichung wurde mit der gleichnamigen Ausstellung im Hamburger Ernst Barlach Haus erstmals ein Auszug der Kunst, die sich im Wohnhaus in Langenhorn befindet, der Öffentlichkeit zugänglich gemacht.
Darüber hinaus initiiert und unterstützt die Helmut und Loki Schmidt-Stiftung im Rahmen ihres Stiftungszwecks Projekte vorzugsweise mit Partnern im Hamburger Raum, die einen Bezug zum Wirken von Helmut und Loki Schmidt in den Bereichen Wissenschaft, Musik, Kultur und Bildung haben.

## Helmut Schmidt-Archiv

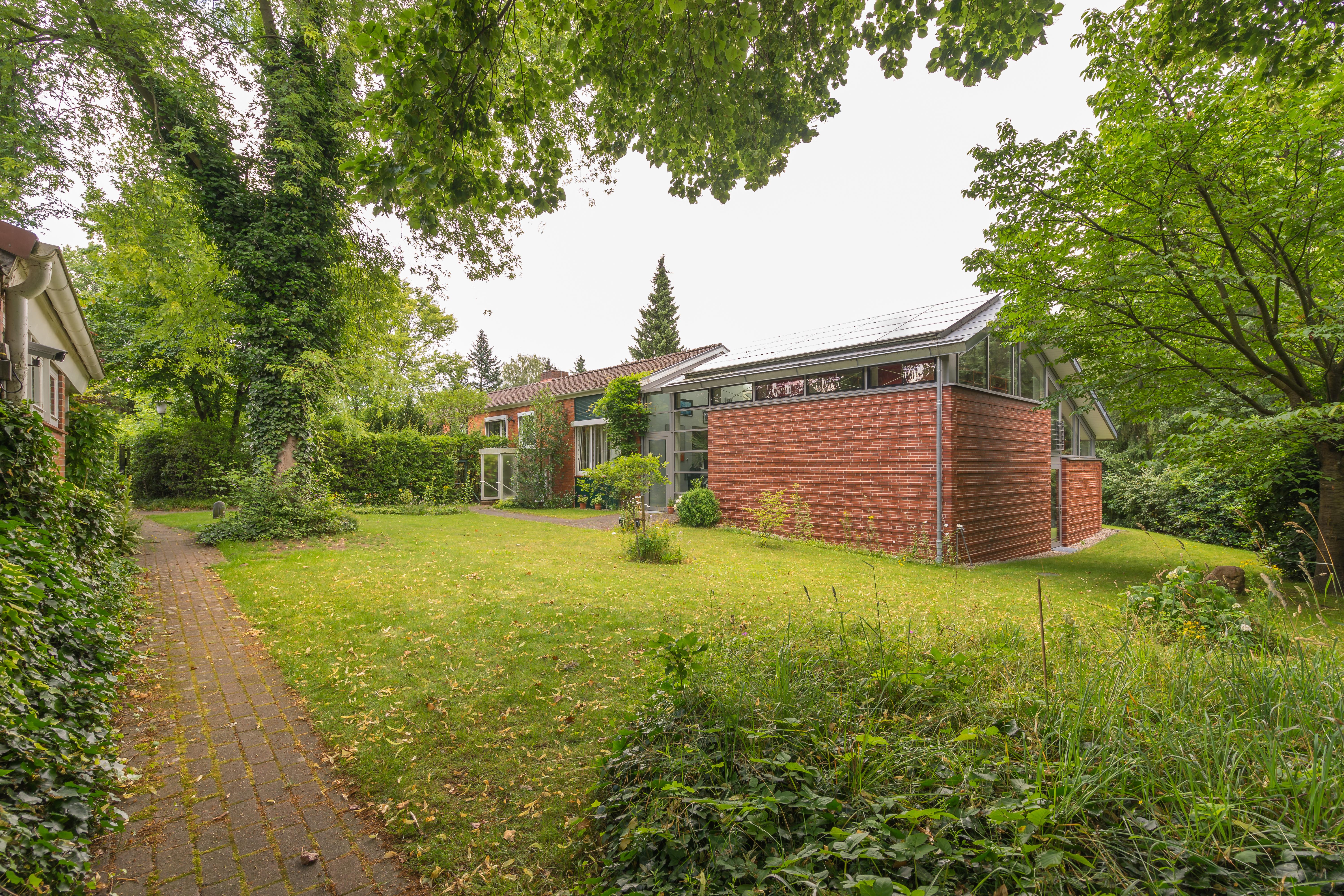
Gartenansicht mit Archivanbau

Das Helmut Schmidt-Archiv am Neubergerweg in Hamburg-Langenhorn ist Teil der Helmut und Loki Schmidt-Stiftung und beherbergt die persönlichen Nachlässe der Eheleute Schmidt sowie von Willi Berkhan. Die Nachlässe werden im Archiv wissenschaftlich erschlossen, um sie der Öffentlichkeit als Forschungsgegenstand zur Verfügung zu stellen. Das Archivgebäude haben Helmut und Loki Schmidt 2006/2007 auf ihrem Grundstück errichten lassen. Rund 600 Regalmeter umfasst das Archiv. Darunter befinden sich 3200 Aktenordner mit Manuskripten, Korrespondenzen, Presseartikeln und Terminplänen.